# Гарден Сити (Минесота)
Гарден Сити (енгл. Garden City) насељено је место без административног статуса у америчкој савезној држави Минесота.

## Демографија
По попису из 2010. године број становника је 255.
| Група             | 2000.    | 2010.       |
| Белци             | 0 (0,0%) | 251 (98,4%) |
| Афроамериканци    | 0 (0,0%) | 0 (0,0%)    |
| Азијати           | 0 (0,0%) | 0 (0,0%)    |
| Хиспаноамериканци | 0 (0,0%) | 4 (1,6%)    |
| Укупно            | 0        | 255         |